# Cryptodromiopsis tridens
Cryptodromiopsis tridens is een krabbensoort uit de familie van de Dromiidae. De wetenschappelijke naam van de soort is voor het eerst geldig gepubliceerd in 1903 door Borradaile.